# ألفريد إنجمار بيرندت
ألفريد انغمار بيرندت (من مواليد 22 أبريل 1905 في برومبرغ (بوسن)؛ توفي في 28 مارس 1945 في فيسبرم، المجر) وكان صحافيًا ألمانيًا وكاتبًا ومعاونًا وثيقًا لوزير الدعاية الاشتراكي الوطني جوزيف غوبلز. كتب بيرندت رواية شاهد عيان عن الغزو الألماني عام 1940 على البلدان المنخفضة وفرنسا، تانك تانكز!، ويعتبر المبدع الدعائي لأسطورة "ثعلب الصحراء" المرتبطة بالمارشال الألماني إروين روميل.

## الشباب وأول الأنشطة السياسية
ألفريد انغمار بيرندت هو ابن غوستاف بيرندت وألما بيرندت كايدنج. تم طرد بيرندس من بوسن في عام 1920، نتيجة لمعاهدة فرساي. انتقلت العائلة إلى برلين-شونبيرج، حيث التحق بيرندت عام 1922، البالغ من العمر 17 عامًا، بحزب العمال الوطني الاشتراكي الألماني. في عام 1924 انضم إلى فرونت بان، المنظمة الأمامية المعاد تنظيمها من كتيبة العاصفة أو SA. بعد انتهاء حظر الحزب النازي في عام 1925، انضم مجددًا بشكل نهائي. كان له دور فعال في بناء تنظيم وبنية شباب هتلر في برلين.

### خلال الحرب العالمية الثانية
في 30 أغسطس 1939، قبل يومين من بدء الحرب العالمية الثانية، تم تعيين بيرندت رئيسًا للإذاعة في وزارة الدعاية (القسم الثالث). في أوائل نوفمبر 1939، علم جوبلز بتعارضات بيرندت مع مكتب بريد الرايخ، ورفضه كمفاوض لوزارة الدعاية. في فبراير 1940، أبلغ بيرندت أنه قد أنجز مهمته المتمثلة في تكييف نظام البث الألماني مع متطلبات الحرب والدعاية الحربية. تم نسريحه من جميع الوظائف في وزارة الدعاية والتجنيد كمتطوع في الفيرماخت. في الحملة الفرنسية، كان رقيبًا في كتيبة الدبابات الثقيلة 605. حصل على وسام الصليب الحديدي من الدرجة الثانية، 27 مايو 1940. في 6 يونيو 1940 حصل على الدرجة الأولى من الصليب الحديدي. كتب عن تجاربه في الجبهة (الدبابات كسر من خلال!، 1940). في أغسطس 1940 عاد بيرندت إلى وزارة الدعاية، لكنه ترك العمل الإداري بشكل أساسي لنوابه السابقين. كان بيرندت أول رئيس لمكاتب وزارة الدعاية في باريس. في مايو 1941 عاد إلى الجبهة. هذه المرة بصفته ملازمًا في فريق عمل أفريكا كوربس الألمانية تحت قيادة الفريق إروين روميل. كان روميل مستاء للغاية من أوبرليوتنانت ألفريد تشيمبك، وهو مراسل دعاية كتب كتابًا عن فرقة بانزر السابعة التي قادها روميل في فرنسا. وصف المؤلف ديفيد ايرفينج بيرندت بأنه «قوي البنية، ذو شعر متموج وله بشرة داكنة». «كان لديه مشية عابرة من دب وغرابة فيزيولوجية - ستة أصابع على قدم واحدة. كان بيرندت يعرف القراءة والكتابة وأنيق، وكان يكتسح أنفه في كل مكان، وكان مسؤولاً عن حفظ مذكرات روميل. قبل انضمامه إلى موظفي رومل كنوع من» مفوضي الحزب«، كان بالفعل متعصبًا نازيوًا قويًا وطموحًا.» 

#### رئيس قسم الدعاية القسم الثاني وراميل مساعد

##### قتل الطيار
في 24 أيار (مايو) 1944، قبل إنزال الحلفاء الغربيين في نورماندي (عملية أفرلورد)، أوقف بيرندت سيارته حيث كان الملازم الطيار الأمريكي الأسير، جيمس جوردون دينيس، محتجزًا وأطلق عليه الرصاص في الشارع.

## القتال على الجبهة الشرقية
ورد بيرندت بالتطوع في القتال. في سبتمبر 1944، من خلال وساطة هاينريش هيملر، ارتقى بيرندت إلى رتبة SS- هوبتستثرمفهرر العسكرية، أي ما يعادل كابتن، في فافن إس إس.

## الموت
وفقًا لعدة شهود عيان، قُتل بيرندت، بصفته قائد الكتيبة الثانية لفوج SS Panzer Regiment 5 "Viking"، في فيزبرم، المجر، خلال هجوم نفذه قاذفو الغطس السوفيتي في 28 مارس 1945. تم دفنه في عام 1945 إلى الغرب من Körmend، المجر. اسمه منقوش في المقبرة العسكرية الألمانية في زومباثلي، فاس، المجر.

## روابط خارجية
- ألفريد إنجمار بيرندت على موقع مونزينجر (الألمانية)